# Feargus O'Connor
Pour les articles homonymes, voir O'Connor.
Feargus Edward O'Connor (1794 – 30 août 1855) était un leader irlandais du mouvement chartiste et partisan du Land Plan.

## Éléments biographiques
Feargus O'Connor est né dans une famille d'Irlandais protestants. Son père, Roger O'Connor (1762-1834), était un politicien nationaliste et son oncle, Arthur O'Connor (1763-1852), a été le contact en France dans la rébellion instiguée par Robert Emmet. Tous deux faisaient partie de la Société des Irlandais unis, un mouvement pour la réforme du Parlement britannique de l'époque en faveur d'une autonomie politique de l'Irlande.
Feargus O'Connor passa la plus grande partie de son enfance dans les différentes propriétés familiales en Irlande. Il étudia le droit au Trinity College de Dublin avant d'hériter de son oncle son propre domaine en 1820.
Dans les années 1830, il fut un fervent défenseur des droits des Irlandais. Il fut notamment partisan de la réforme pour une politique plus démocratique concernant l'Irlande, à contrecourant de celle défendue par les Whig.

## Carrière politique
En 1832, il fut élu député du comté de Cork à la Chambre des communes, mais il fut destitué en 1835 parce qu'il ne satisfaisait plus aux conditions de ressources exigées.

## Radicalisme et Chartisme

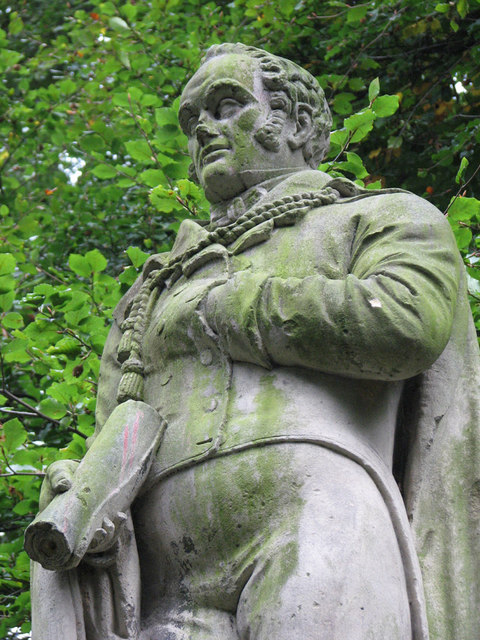
Statut de O'Connor (Nottingham Arboretum).

En 1837, il fonda le journal radical Northern Star, qui allait devenir un des forums clé pour les débats tactiques et stratégiques des chartistes. Vendu de main à la main, lu à haute voix lors des réunions, le journal était le fil à plomb d'une bonne partie du mouvement chartiste.
Il fut un des chefs de file du chartisme.
En 1845, alors que les signes avant coureurs du chartisme se manifestaient, il fonda la Chartist Land Company, organisation qui avait pour but d'acquérir de grosses parcelles de terre afin de les diviser en petites parcelles destinées à être exploitées par des fermiers indépendants en échange d'un loyer. 
70 000 personnes ont contribué financièrement à ce projet. O'Connor croyait qu'avec ce dispositif la société pouvait être transformée. Des ouvriers dans des logements insalubres en ville retrouveraient une vie plus saine à la campagne. Le départ de ces ouvriers de la ville réduirait le chômage.
Le projet devint très populaire, et le gouvernement craignait qu'une nouvelle vague du chartisme radical s'élève. 
Mais ce système ne s'avéra pas viable. Les ouvriers industriels faisaient souvent des fermiers peu doués, les chartistes ne pouvaient pas acheter de la terre de très bonne qualité. Finalement, seulement 250 familles furent établies sur leurs fermes et l'organisation fit faillite en 1851.
Lors de la seconde vague du chartisme en 1848, il fut élu Député de Nottingham et contribua à l'organisation du grand rassemblement chartiste à Kennington Common qui eut lieu à Londres le 10 avril 1848.
O'Connor n'eut aucune épouse, mais ses biographies font mention d'une succession d'amantes et de nombreux enfants illégitimes, dont l'un, Edward O'Connor Terry, devint un célèbre artiste de music-hall.
En 1852, O'Connor voyagea aux États-Unis. À son retour, il s'en prit violemment au député Beckett Denison. Considéré fou, il fut interné à l'asile de Chiswick où il mourut en 1855.
Les premiers historiens du chartisme émirent des doutes quant à son rôle dans le mouvement, mais la tendance d'aujourd'hui le fait apparaître sous un jour nouveau (Dorothy Thompson, The Chartists).